# Luna rossa (brano musicale)
Luna rossa è una canzone in lingua napoletana pubblicata nel 1950 e conosciuta sia in Italia che all'estero.  È stata incisa da numerosi cantanti in lingue diverse.

## Storia
Scritta da Vincenzo De Crescenzo e musicata da Antonio Vian nella forma di una beguine (un tipo di ritmo caraibico con stretta attinenza alla rumba), la canzone fu presentata per la prima volta durante la Festa di Piedigrotta del 1950 al Teatro Augusteo di Napoli, cantata da Giorgio Consolini, accompagnato dall'orchestra di Nello Segurini. 
Nel giro di poco tempo la canzone diventò molto popolare diventando uno dei successi del dopoguerra, non solo a Napoli ma anche in Italia e all'estero, arrivando ad essere tradotta in 42 lingue e dialetti. Claudio Villa ne farà un suo cavallo di battaglia. 
Arrivata negli Stati Uniti d'America, verrà incisa da cantanti come Frank Sinatra (Blushing Moon).

## Testo della canzone
La canzone racconta della tristezza di un uomo che, alle tre di notte, vagando per strada, spera che la sua amata si affacci dal balcone, ma ella non si presenta. Nella vana speranza di vederla, l'uomo parla alla Luna chiedendole se vedrà la sua amata, ma la Luna gli risponde: "ca nun ce sta nisciuno!" (qua non c'è nessuno).

## Interpretazioni
La canzone, in più di 50 anni, è stata eseguita ed incisa una miriade di cantanti di tutto il mondo, talvolta subendo delle “contaminazioni” artistiche del Paese dell'interprete di turno. Tra gli interpreti vi sono:
- George Dalaras
- Luciano Virgili
- Rino Salviati
- Piero Umiliani
- M'Barka Ben Taleb (versione in arabo)
- Mario Merola
- Massimo Ranieri
- Lina Sastri
- Gabriella Ferri
- Mia Martini
- Enzo Gragnaniello
- Renato Carosone
- Renzo Arbore e L'Orchestra Italiana
- Mario Frangoulis
- Carlo Buti
- Eddy Napoli
- Sergio Bruni
- Roberto Murolo
- Lucienne Delyle
- Tony Martin
- Joséphine Baker
- Luciano Tajoli
- Jovanotti
- Franco Ricci
- Mirna Doris
- Mango
- Noa
- Caetano Veloso
- Vic Damone
- Mario Tessuto
- Nada trio
- Orquesta Huambaly

## Edizioni televisive
Tra le più memorabili e fortunate edizioni televisive realizzate in Italia dalla Rai, quella di Renzo Arbore e l'Orchestra italiana. Solista Eddy Napoli, il figlio di Vincenzo De Crescenzo, autore delle parole della canzone.